# Mathis Sihtam
La Type 2-B, conosciuta anche come Sihtam, era un'autovettura di fascia alta prodotta tra il 1910 ed il 1914 dalla Casa automobilistica francese Mathis.

## Profilo
La Sihtam era una vettura di fascia alta, pensata come variante di lusso della meno pretenziosa Mathis Type 1-B. Rispetto a quest'ultima era realizzata su un telaio dal passo più lungo. Anzi, la Sihtam era disponibile in due varianti di passo: 2.85 e 2.95 m. Il nome Sihtam non significa niente di particolare: è semplicemente il nome del costruttore scritto al contrario.
La Sihtam montava un motore Stoewer a 4 cilindri da 2255 cm³, in grado di erogare una potenza massima di 24 CV.
La Sihtam era disponibile in diverse varianti di carrozzeria, comprese due versioni commerciali.
Presso il mercato tedesco era nota come 9/22 PS, secondo la consuetudine teutonica dell'epoca di denominare i modelli di autovetture in base alla loro potenza fiscale e reale.
La Sihtam fu prodotta fino al 1914 e non ebbe eredi immediate.